# Битка при Дръстър (968)
Битката при Дръстър се провежда през пролетта на 968 г. близо до средновековния град Дръстър (днешна Силистра), но почти вероятно в днешната територия на Румъния. Битката е между армиите на България и Киевска Рус и завършва с победа на русите. След новината за загубата Петър I абдикира.

## Причини
От 940 нататък унгарците започват постоянно да нападат България. Цар Петър I не успява да ги спре и след като византийците не изпращат никаква помощ, той най-накрая става съюзник с унгарците и им дава свободен достъп през България, за да нападнат византийска Тракия. През 968 г. византийският император Никифор II Фока плаща на киевския княз Светослав I да нападне България в отговор на съюза между българският цар и унгарците.

## Ход на битката
Светослав I събира 60 000 армия и започва кампанията си през ранната пролет на 968 г. Той е посрещнат от българите с 30 000 армия близо до Силистра. Битката продължава през целия ден и вече по тъмно изглежда, че българите успяват да надвият русите, но вдъхновени от личния пример на Светослав, русите побеждават поради своята все още по-голяма армия. Българите отстъпват в крепостта Дръстър и са подложени на последваща обсада но успяват да отблъснат русите.

## Последици
Руските сили продължават похода си като превземат Преславец и щурмуват 80 други крепости. Светослав I в края на краищата е принуден да се върне в Киев след като българската дипломация успява да накара печенегите да обсадят столицата му. По време на неговото му отсъствие, новият владетел Борис II се възползва от ситуацията и временно си възвръща крепостта Преславец.